# Роша, Энрике
Энрике Роша (порт. Henrique Rocha; род. 6 апреля 2004, Порту) — португальский профессиональный теннисист. Победитель трёх турниров ATP Challenger (из них один в одиночном разряде); и финалист четырёх турниров ATP Challenger (из них один в одиночном разряде).
Полуфиналист одного юниорского турнира Большого шлема в парном разряде (Открытый чемпионат Франции-2022); бывшая 62-я ракетка мира в юниорском рейтинге ITF (2021).

## Биография
Родился 6 апреля 2004 года в Порту, в Португалии.

## Спортивная карьера
В 2023—2024 годах стал победителем одного турнира ATP серии «челленджер» и шести турниров ITF серии «фьючерс» в одиночном разряде.
И в 2023—2024 годах стал победителем ещё двух турниров ATP серии «челленджер» и четырёх турниров ITF серии «фьючерс» в парном разряде.

### 2025
В конце мая 2025 года прошёл квалификацию и вышел в основную сетку турнира Большого шлема Открытого чемпионата Франции, где он в первом круге одиночного разряда победил занимающего 133-е место рейтинга 33-летнего грузина Николоза Басилашвили со счётом 7-6(0), 2-6, 7-6(9), 2-6, 6-2, и во втором круге победил 19-ю ракетку мира чеха Якуба Меншика со счётом 2-6, 1-6, 6-4, 6-3, 6-3, но в третьем круге проиграл казахстанцу Александру Бублику со счётом 5-7, 1-6, 2-6.